# Стеклоомывающая жидкость
Стеклоомыва́ющая жидкость, разг. стеклоомыва́тель, незамерза́йка, омыва́йка, стекломо́й — жидкость, предназначенная для удаления грязи с лобового (реже — ещё и с заднего) стекла автомобиля. Во многих современных автомобилях кроме стёкол омываются также фары. Раствор разбрызгивается через специальные форсунки и счищается щётками стеклоочистителей ("дворниками").

## Состав раствора

### Лето
Летом в качестве основного компонента стеклоомывателя используется вода. Для улучшения свойств стеклоомывателя в неё добавляют поверхностно-активные вещества, красители и отдушки.

### Зима
Из-за невозможности использования при низких температурах воды применяются незамерзающие жидкости (разг. — незамерза́йка). В странах, где существует достаточно либеральное госрегулирование спиртосодержащей продукции, используются смеси технического этилового спирта с водой. Этиловый спирт замерзает при температуре −114,1 °C, а его смеси с водой — от этой температуры до нуля градусов в зависимости от содержания спирта. При использовании этилового спирта вводятся денатурирующие добавки, делающие потребление средства в качестве алкогольного суррогата невозможным.
После ужесточения госрегулирования спирта в России в 2006 году произошла массовая замена этилового спирта более дорогим изопропиловым спиртом в стеклоомывателях. Изопропиловый спирт менее летуч, в результате на стекле образуется дольше испаряющаяся плёнка. Кроме того, у изопропанола значительно более резкий запах, практически не маскируемый отдушками, поэтому стеклоомыватели на его основе имеют более жесткие органолептические свойства.
Иногда этиловый и изопропиловый спирт покупаются в частном порядке и используются для приготовления стеклоомывающей жидкости в домашних условиях. Зависимость температуры замерзания смеси этилового спирта с водой, в зависимости от концентрации спирта в смеси (по массе), представлена на следующей таблице:
| Содержание этанола по массе, % | Плотность, г/см³ | Температура замерзания, °C |
| ------------------------------ | ---------------- | -------------------------- |
| 2,6                            | 0,9936           | −1,0                       |
| 4,80                           | 0,9897           | −2,0                       |
| 7,4                            | 0,9866           | −3,0                       |
| 9,6                            | —                | −4,0                       |
| 11,4                           | 0,9801           | −5,0                       |
| 13,3                           | —                | −6,0                       |
| 16,5                           | —                | −8,0                       |
| 18,8                           | 0,9702           | −9,4                       |
| 19,1                           | —                | −10,0                      |
| 20,3                           | 0,9682           | −10,6                      |
| 22,1                           | 0,9658           | −12,2                      |
| 24,2                           | 0,9628           | −14,0                      |
| 26,7                           | 0,9591           | −16,0                      |
| 29,9                           | 0,9540           | −18,9                      |
| 33,8                           | 0,9472           | −23,6                      |
| 39.0                           | 0,9372           | −28,7                      |
| 46,3                           | 0,9219           | −33,9                      |
| 50,4                           | 0,9001           | −41,0                      |
| 56,1                           | 0,8631           | −51,3                      |

Зависимость температуры замерзания смеси изопропилового спирта с водой от концентрации представлена в таблице:
| Концентрация изопропанола по объёму, % | Концентрация изопропанола по массе, % | Температура замерзания, °C |
| -------------------------------------- | ------------------------------------- | -------------------------- |
| 0                                      | 0                                     | 0                          |
| 10                                     | 8                                     | −4                         |
| 20                                     | 17                                    | −7                         |
| 30                                     | 26                                    | −15                        |
| 40                                     | 34                                    | −18                        |
| 50                                     | 44                                    | −21                        |
| 60                                     | 54                                    | −23                        |
| 70                                     | 65                                    | −29                        |
| 80                                     | 76                                    | −37*                       |
| 90                                     | 88                                    | −57*                       |
| 100                                    | 100                                   | −90*                       |

(*Наблюдается переохлаждение)
| Концентрация метанола, % | Плотность, г/см3 | Температура замерзания, С |
| ------------------------ | ---------------- | ------------------------- |
| 10                       | 0,982            | -5,6                      |
| 20                       | 0,968            | -15,0                     |
| 30                       | 0,954            | -26,0                     |
| 40                       | 0,937            | -39,7                     |
| 50                       | 0,919            | -55,4                     |
| 60                       | 0,898            | -75,7                     |

## Интересные факты
- В середине 90-х годов 20-го века в России в качестве зимнего стеклоомывателя зачастую использовалась дешёвая водка, замерзающая при температуре окружающего воздуха около −25°С, содержание этилового спирта в которой составляет 40% объёма или ≈ 35% веса. По стоимости водка была дешевле, чем стеклоомыватель промышленного изготовления, при этом она была существенно более доступна в продаже.
- Проверить качество незамерзающей жидкости (а именно температуру замерзания) легко с помощью морозильной камеры (средняя температура — от −15°С до −25°С) и уличного термометра. Необходимо учесть при проведении эксперимента, что незамерзающая жидкость не переходит в состояние твердого льда, как вода, превращаясь в монолит, а постепенно становится гелеобразной массой, медленно кристаллизуется). Следует также учитывать, что при быстром движении автомобиля на обдуваемом ветровом стекле температура жидкости ниже, чем окружающая температура воздуха, по причине её активного испарения из-за непрерывного обдува стекла встречным потоком воздуха.
- Если жидкость в патрубках подачи стеклоомывателя всё-таки замёрзла, рекомендуется отогнать машину в отапливаемый гараж и подождать, пока патрубки оттают, затем слить некачественную незамерзайку и залить проверенную. В полевых условиях возможно достичь размораживания жидкости в патрубках накрыванием капота и решётки радиатора машины теплоизолирующим материалом (одеяло, кошма), после этого запустить двигатель. Через некоторое время подкапотное пространство нагреется и жидкость в патрубках отмёрзнет.
- Во многих автомобилях появляется предупреждение, когда уровень жидкости низкий, при этом  некоторые производители автомобилей заменяют поплавковый датчик, генерирующий этот сигнал, простым двухконтактным зондом в баке. Для этого требуется проводящая жидкость. Известны случаи, когда бортовой компьютер сообщал об ошибке в случае использования дорогих стеклоомывателей на основе изопропанола. В результате складывалась парадоксальная ситуация, когда для корректной работы автоматики автомобилистам приходилось использовать дешевую, несертифицированную жидкость (на основе этанола или метанола).